# 佐久間重高
佐久間 重高（さくま しげたか、安永8年（1779年） - ?）は、江戸時代の人物。佐久間氏の一族。佐久間勝忠の三男。通称は平三郎、権之進。
榊原権之進政次の養子となった。